# The Mule
Pour les articles homonymes, voir Mule.
The Mule est un film australien réalisé par Tony Mahony et Angus Sampson, sorti en 2014.

## Synopsis
Ray Jenkins, footballeur australien parti jouer un tournoi en Thaïlande, accepte naïvement de convoyer de l'héroïne, cachée dans son estomac, pour des trafiquants. Il est repéré à l'aéroport et, détenu par la police, va devoir repousser à l'extrême ses fonctions corporelles pour ne pas se faire prendre.

## Fiche technique
- Réalisation : Tony Mahony et Angus Sampson
- Scénario : Leigh Whannell, Angus Sampson et Jaime Brown
- Photographie : Stefan Duscio
- Montage : Andy Canny
- Musique : Cornel Wilczek et Mikey Young
- Pays d'origine :  Australie
- Langue originale : anglais, russe, thaï
- Genre : comédie noire, policier
- Durée : 103 minutes
- Dates de sortie :
  - South by Southwest : 9 mars 2014

## Distribution
- Angus Sampson : Ray Jenkins
- Hugo Weaving : l'inspecteur Tom Croft
- Leigh Whannell : Gavin
- Ewen Leslie : l'inspecteur Les Paris
- Georgina Haig : Jasmine Griffiths
- John Noble : Pat Shepherd
- Geoff Morrell : John O'Hara
- Noni Hazlehurst : Judy Jenkins

## Accueil critique
Le film obtient 85 % de critiques positives, avec une note moyenne de 6,7/10 et sur la base de 26 critiques collectées, sur le site Rotten Tomatoes. Sur Metacritic, il obtient un score de 57/100 sur la base de 6 critiques collectées.